# Parachelifer montanus
Parachelifer montanus är en spindeldjursart som beskrevs av Chamberlin 1934. Parachelifer montanus ingår i släktet Parachelifer och familjen tvåögonklokrypare. Inga underarter finns listade i Catalogue of Life.